# Kubota
Kubota Corporation (japonsko 株式会社クボタ - Kabušiki-kaiša Kubota) je japonski proizvajalec gradbenih in kmetijskih strojev. Podjetje je bilo ustanovljeno leta 1890 v Osaki, kjer ima tudi sedež.
Podjetje proizvaja traktorje in druge kmetijske stroje, motorje, kopače (bagre) in drugo mehanizacijo. Kubota se ukvarja tudi sistemi za čiščenje vode, filtracijo in klimatskimi sistemi. 